# Maybe (Valentina-Monetta-Lied)
Maybe ist ein Lied der san-marinesischen Sängerin Valentina Monetta. Es wurde am 14. März 2014 veröffentlicht und war der san-marinesische Beitrag zum Eurovision Song Contest 2014 in Kopenhagen. Maybe war das dritte Lied, mit dem Monetta San Marino beim Eurovision Song Contest vertrat.

## Hintergrund
Das Lied wurde vom deutschen Komponisten Ralph Siegel in G-Moll komponiert. Von Maybe existiert ebenfalls eine italienische Version mit dem Namen Forse.
Im Finale des 59. Eurovision Song Contest, welches San Marino 2014 erstmals erreichte, bekam Monetta für den Staat 14 Punkte und landete auf dem 24. Platz.